# Canton du Lude
Le canton du Lude est une division administrative française située dans le département de la Sarthe et la région Pays de la Loire.
À la suite du redécoupage cantonal de 2014, les limites territoriales du canton sont remaniées. Le nombre de communes du canton passe de 9 à 23.

## Géographie
Ce canton est organisé autour du Lude dans l'arrondissement de La Flèche. Son altitude varie de 28 m (Luché-Pringé) à 133 m (Chenu) pour une altitude moyenne de 50 m.

## Représentation

### Conseillers d'arrondissement (de 1833 à 1940)
| Période                                  | Période | Identité      | Étiquette          | Qualité |
| ---------------------------------------- | ------- | ------------- | ------------------ | --- |
| 1833                                     |         | M. Verger     |                    | Conseiller municipal du Lude                                                                                |
|                                          |         |               |                    | |
| 1925                                     | 1940    | Maxime Lemail | Rad. puis Rad.ind. | Maire de Thorée                                                                                             |
| 1940                                     |         |               |                    | Les conseils d'arrondissement ont été suspendus par la loi du 12 octobre 1940 et n'ont jamais été réactivés |
| Les données manquantes sont à compléter. |         |               |                    | |

### Conseillers généraux de 1833 à 2015
| Période | Période          | Identité                                                    | Étiquette           | Qualité |
| ------- | ---------------- | ----------------------------------------------------------- | ------------------- | --- |
| 1833    | 1842 (décès)     | Marquis Auguste-Frédéric de Talhouët-Bonamour               |                     | Maréchal de camp, pair de France (1819-1842), propriétaire du château du Lude, président du conseil général                         |
| 1842    | 1844 (décès)     | Julien Lalande                                              | Droite              | Vice-amiral, député du Finistère (1840-1842)                                                                                        |
| 1844    | 1880             | Marquis Auguste de Talhouët-Roy                             | Centre droit        | Conseiller d'État, propriétaire du château du Lude, député (1849-1851, 1852-1870 et 1871-1876), sénateur (1876-1882), maire du Lude |
| 1880    | 1898             | Alfred Émile Cousturier                                     | Républicain         | Médecin au Lude |
| 1898    | 1904             | Marquis René François Honoré Marie Bonamour de Talhouet-Roy | Conservateur        | Maire du Lude |
| 1904    | 1919             | Paul Balluet d'Estournelles, baron de Constant de Rebecque  | Républicain Radical | Ministre plénipotentiaire, député (1895-1904), sénateur (1904-1924), maire de Clermont-Créans, Prix Nobel de la paix (1909)         |
| 1919    | 1922             | Comte Jean de Nicolay                                       |                     | Maire de Montfort-le-Rotrou |
| 1922    | 1940             | Georges Dalmagne                                            | Rad.                | Propriétaire à La Chapelle-Saint-Aubin, député (1924-1928)                                                                          |
|         |                  |                                                             |                     | |
| 1943    | 1945             | Aymard de Nicolay                                           | ?                   | Maire de Montfort-le-Rotrou, nommé conseiller départemental en 1943                                                                 |
|         |                  |                                                             |                     | |
| 1945    | 1949             | Jules Hérin                                                 | DVD                 | Maire de Saint-Germain-d'Arcé |
| 1949    | 1963 (décès)     | François de Nicolaÿ                                         | RPF puis CNIP       | Exploitant agricole et forestier, maire du Lude, président du conseil général (1958-1963), sénateur (1959-1963)                     |
| 1964    | 1985             | Guy de Nicolaÿ (frère du précédent)                         | RI puis UDF-PR      | Sous-directeur d'assurance Maire du Lude (1964-1971)                                                                                |
| 1985    | 2014 (démission) | Louis-Jean de Nicolaÿ (neveu du précédent)                  | UDF puis UMP        | Gérant de société, vice-président du conseil général, ancien adjoint au maire du Lude, sénateur depuis 2014                         |
| 2014    | 2015             | Béatrice Latouche                                           | DVD                 | Ancienne principale adjointe de collège, maire adjointe du Lude                                                                     |

Le canton participe à l'élection du député de la troisième circonscription de la Sarthe.

### Conseillers départementaux à partir de 2015
| Période élective | Période élective | Mandat | Mandat   | Identité          | Nuance | Nuance | Qualité |
| ---------------- | ---------------- | ------ | -------- | ----------------- | ------ | ------ | --- |
| 2015             | 2021             | 2015   | 2021     | François Boussard |        | DVD    | Exploitant agricole, maire de Mansigné et président de la communauté de communes Sud Sarthe                                             |
| 2015             | 2021             | 2015   | 2021     | Brigitte Lecor    |        | DVD    | Collaboratrice d'artisan, ancienne adjointe au maire de Mayet (2008-2014), ancienne conseillère générale du canton de Mayet (2014-2015) |
| 2021             | 2028             | 2021   | en cours | François Boussard |        | DVD    | Conseiller sortant, 10e vice-président du conseil départemental                                                                         |
| 2021             | 2028             | 2021   | en cours | Brigitte Lecor    |        | DVD    | Conseillère sortante |

### Résultats détaillés

#### Élections de mars 2015
À l'issue du 1er tour des élections départementales de 2015, trois binômes sont en ballottage : François Boussard et Brigitte Lecor (DVD, 37,92 %), Jean-Claude Barlemont et Jeanne-Marie Gannat (FN, 34,07 %) et Jean-Claude Boiziau et Carine Ménage (Union de la Gauche, 28,01 %). Le taux de participation est de 49,11 % (10 706 votants sur 21 799 inscrits) contre 49,74 % au niveau départemental et 50,17 % au niveau national.
Au second tour, François Boussard et Brigitte Lecor (DVD) sont élus avec 39,82 % des suffrages exprimés et un taux de participation de 52,25 % (4 324 voix pour 11 390 votants et 21 799 inscrits).

#### Élections de juin 2021
Le premier tour des élections départementales de 2021 est marqué par un très faible taux de participation (33,26 % au niveau national). Dans le canton du Lude, ce taux de participation est de 29,39 % (6 403 votants sur 21 784 inscrits) contre 29,78 % au niveau départemental. À l'issue de ce premier tour, deux binômes sont en ballottage : François Boussard et Brigitte Lecor (Union au centre et à droite, 41,43 %) et Renélia Ourtou et Bruno Pinçon (RN, 19,62 %).
Le second tour des élections est marqué une nouvelle fois par une abstention massive équivalente au premier tour. Les taux de participation sont de 34,36 % au niveau national, 30,67 % dans le département et 29,64 % dans le canton du Lude. François Boussard et Brigitte Lecor (Union au centre et à droite) sont élus avec 75,11 % des suffrages exprimés (4 267 voix pour 6 455 votants et 21 781 inscrits),,.

## Composition

### Composition avant 2015

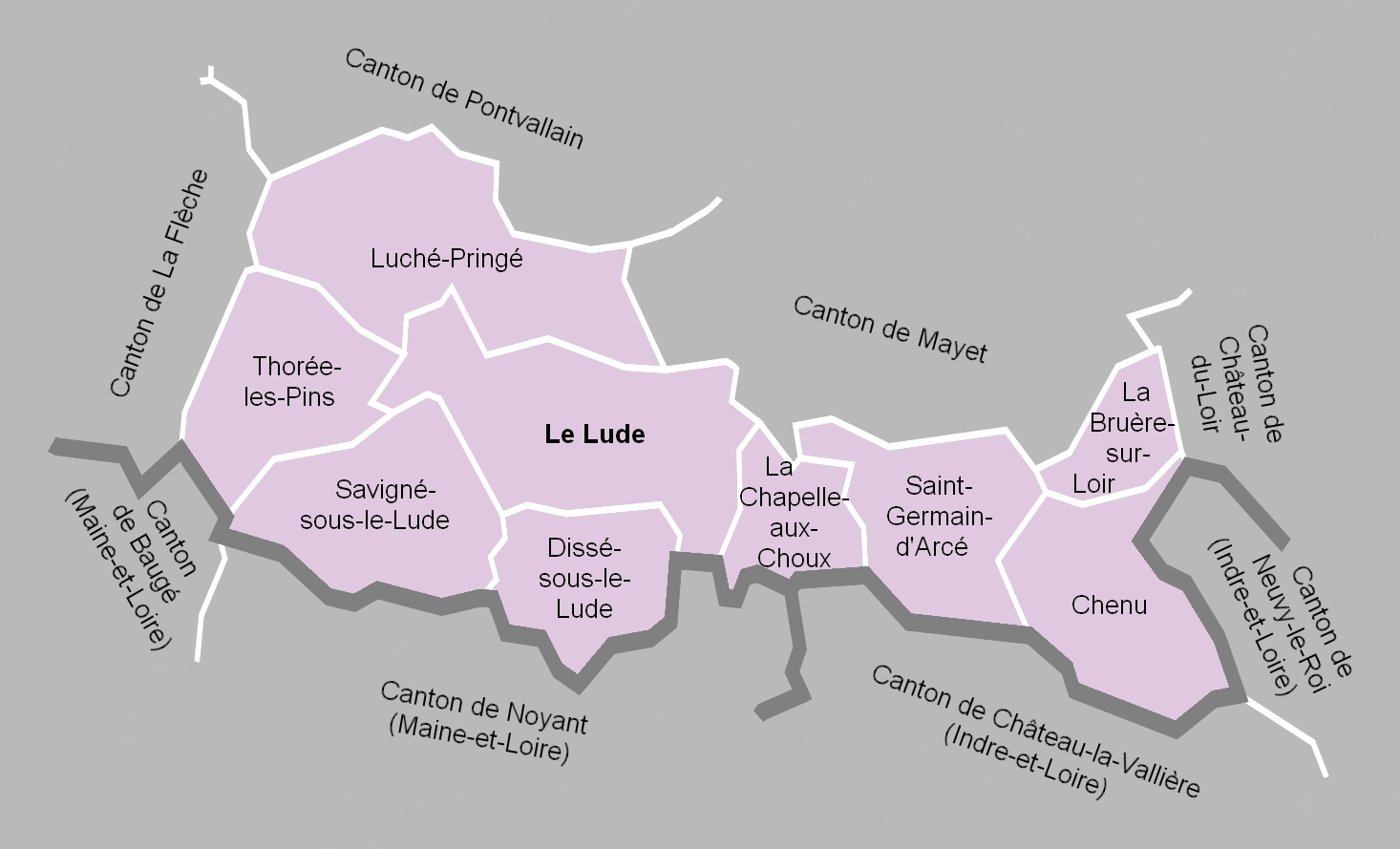
La carte des communes de l'ancien canton. Les cantons limitrophes étaient ceux de La Flèche, de Pontvallain, de Mayet, de Château-du-Loir, de Neuvy-le-Roi, de Château-la-Vallière, de Noyant et de Baugé.

Situation du canton dans l'arrondissement de La Flèche.

Le canton du Lude regroupait neuf communes.
Les anciennes communes suivantes étaient incluses dans le canton du Lude :
- Pringé, absorbée en 1810 par Luché. La commune prend alors le nom de Luché-Pringé.
- Saint-Mars-de-Cré, absorbée en 1810 par Le Lude.

| Nom                   | Code Insee | Codepostal | Superficie (km2) | Population (dernière pop. légale) | Densité (hab./km2) |
| --------------------- | ---------- | ---------- | ---------------- | --------------------------------- | ------------------ |
| Le Lude (chef-lieu)   | 72176      | 72800      | 45,99            | 4 049 (2009)                      | 88                 |
| La Bruère-sur-Loir    | 72049      | 72500      | 11,47            | 270 (2012)                        | 24                 |
| La Chapelle-aux-Choux | 72060      | 72800      | 14,43            | 272 (2012)                        | 19                 |
| Chenu                 | 72077      | 72500      | 30,56            | 415 (2012)                        | 14                 |
| Dissé-sous-le-Lude    | 72117      | 27190      | 22,37            | 573 (2008)                        | 26                 |
| Luché-Pringé          | 72175      | 72800      | 49,39            | 1 622 (2012)                      | 33                 |
| Saint-Germain-d'Arcé  | 72283      | 72800      | 29,19            | 368 (2012)                        | 13                 |
| Savigné-sous-le-Lude  | 72330      | 72800      | 33,84            | 435 (2012)                        | 13                 |
| Thorée-les-Pins       | 72357      | 72800      | 28,18            | 711 (2012)                        | 25                 |

À la suite du redécoupage des cantons pour 2015, toutes les communes à l'exception de Thorée-les-Pins sont à nouveau rattachées au canton du Lude auquel s'ajoutent les neuf communes du canton de Pontvallain et six communes du canton de Mayet. Thorée-les-Pins est intégrée au canton de La Flèche.

### Composition depuis 2015
Lors du redécoupage de 2014, le canton comptait vingt-trois communes entières.
À la suite de la création de la commune nouvelle du Lude au 1er janvier 2018, le canton comprend désormais vingt-deux communes entières.
| Nom                             | Code Insee | Intercommunalité    | Superficie (km2) | Population (dernière pop. légale) | Densité (hab./km2) | Modifier                                    |
| ------------------------------- | ---------- | ------------------- | ---------------- | --------------------------------- | ------------------ | ------------------------------------------- |
| Le Lude (bureau centralisateur) | 72176      | CC Sud Sarthe       | 68,36            | 4 016 (2022)                      | 59                 | modifier les données · modifier les données |
| Aubigné-Racan                   | 72013      | CC Sud Sarthe       | 32,03            | 2 131 (2022)                      | 67                 | modifier les données · modifier les données |
| La Bruère-sur-Loir              | 72049      | CC Sud Sarthe       | 11,47            | 250 (2022)                        | 22                 | modifier les données · modifier les données |
| Cérans-Foulletourte             | 72051      | CC du Val de Sarthe | 32,52            | 3 365 (2022)                      | 103                | modifier les données · modifier les données |
| La Chapelle-aux-Choux           | 72060      | CC Sud Sarthe       | 14,43            | 282 (2022)                        | 20                 | modifier les données · modifier les données |
| Château-l'Hermitage             | 72072      | CC Sud Sarthe       | 9,39             | 255 (2022)                        | 27                 | modifier les données · modifier les données |
| Chenu                           | 72077      | CC Sud Sarthe       | 30,56            | 436 (2022)                        | 14                 | modifier les données · modifier les données |
| Coulongé                        | 72098      | CC Sud Sarthe       | 15,05            | 512 (2022)                        | 34                 | modifier les données · modifier les données |
| La Fontaine-Saint-Martin        | 72135      | CC du Pays Fléchois | 13,72            | 600 (2022)                        | 44                 | modifier les données · modifier les données |
| Luché-Pringé                    | 72175      | CC Sud Sarthe       | 49,39            | 1 524 (2022)                      | 31                 | modifier les données · modifier les données |
| Mansigné                        | 72182      | CC Sud Sarthe       | 36,31            | 1 550 (2022)                      | 43                 | modifier les données · modifier les données |
| Mayet                           | 72191      | CC Sud Sarthe       | 53,96            | 3 186 (2022)                      | 59                 | modifier les données · modifier les données |
| Oizé                            | 72226      | CC du Pays Fléchois | 16,91            | 1 325 (2022)                      | 78                 | modifier les données · modifier les données |
| Pontvallain                     | 72243      | CC Sud Sarthe       | 34,88            | 1 614 (2022)                      | 46                 | modifier les données · modifier les données |
| Requeil                         | 72252      | CC Sud Sarthe       | 13,89            | 1 108 (2022)                      | 80                 | modifier les données · modifier les données |
| Saint-Germain-d'Arcé            | 72283      | CC Sud Sarthe       | 29,19            | 346 (2022)                        | 12                 | modifier les données · modifier les données |
| Saint-Jean-de-la-Motte          | 72291      | CC Sud Sarthe       | 32,03            | 955 (2022)                        | 30                 | modifier les données · modifier les données |
| Sarcé                           | 72327      | CC Sud Sarthe       | 10,99            | 268 (2022)                        | 24                 | modifier les données · modifier les données |
| Savigné-sous-le-Lude            | 72330      | CC Sud Sarthe       | 33,84            | 447 (2022)                        | 13                 | modifier les données · modifier les données |
| Vaas                            | 72364      | CC Sud Sarthe       | 30,14            | 1 383 (2022)                      | 46                 | modifier les données · modifier les données |
| Verneil-le-Chétif               | 72369      | CC Sud Sarthe       | 14,81            | 586 (2022)                        | 40                 | modifier les données · modifier les données |
| Yvré-le-Pôlin                   | 72385      | CC Sud Sarthe       | 21,84            | 1 734 (2022)                      | 79                 | modifier les données · modifier les données |
| Canton du Lude                  | 7208       |                     | 605,71           | 27 873 (2022)                     | 46                 | modifier les données                        |

## Démographie

### Démographie avant 2015
| 1962  | 1968  | 1975  | 1982  | 1990  | 1999  | 2006  | 2011  | 2012  |
| ----- | ----- | ----- | ----- | ----- | ----- | ----- | ----- | ----- |
| 8 844 | 8 795 | 8 743 | 9 110 | 8 895 | 8 761 | 8 718 | 8 685 | 8 612 |

### Démographie depuis 2015
En 2022, le canton comptait 27 873 habitants, en évolution de −2,65 % par rapport à 2016 (Sarthe : −0,25 %, France hors Mayotte : +2,11 %).
| 2013   | 2018   | 2022   |
| ------ | ------ | ------ |
| 28 992 | 28 256 | 27 873 |